# 運上
運上（うんじょう）とは、近代の日本における租税の一種。金銭で納付が行われる場合には運上金（うんじょうきん）と呼ばれる。

## 歴史
中世においては、荘園から上がった年貢を遠隔地の中央の領主に貢納することを指した。
江戸時代に入ると、小物成の1つとして租税化した。農業以外の各種産業（商業・工業・漁業など）の従事者に対して一定の税率を定めて課税したものを運上と呼んだ。これに対して特定の免許を得てその代わりに一定の税率等を定めずに必要に応じて上納させたものを冥加（冥加金）と呼んだ。
時代が下るにつれて両者の明確な違いは失われていった。内容は賦課の主体が幕府か藩かなどによって異なる。
運上は通常年単位で一定額を賦課し、対象者は年季完了時までに原則金納にて納付を行い、その願出によって新しい年の課税額を決定した上で年季を改めた。ただし、年季については原則は1年単位であったが、複数年単位で契約を行い、複数年、場合によっては10年・20年を一単位としている事例がある。
明治維新後も1869年に運上・冥加は当分現状維持するとしたが、地租改正が進行した1875年には地方の雑税1500種が一斉に廃止された際に、既存の運上・冥加のほとんどは廃止された。ただし、旧運上・冥加に代わって営業税や各種間接税などに転換していった。

## 代表的な運上
- 薩摩藩の櫨蝋取引に関する運上銀
- 精米用などの水車に対する「水車運上」
- 町の市場全体を一単位として賦課する「市場運上」
- 各種問屋（といや）に対して課した「問屋運上」
- 漁業に対して課した「小漁運上」
- 各種商業団体に課した「諸座運上」
- 猟師及び害獣駆逐用の農民の持つ銃に課する「鉄砲運上」
- 酒造業者に対する「酒運上」
- 長崎貿易に関与する商人に課する「長崎運上」